# Адамжан, Бактияр Бакытжанович
Бактияр Бакытжанович Адамжан (12 июня 1992; село Сарыозек, Кербулакский район, Алматинская область, Казахстан) — казахстанский артист балета, премьер Казахского государственного театра оперы и балета Astana Opera.
Заслуженный деятель Республики Казахстан (2018). Лауреат государственной молодежной премии «Дарын» (2017) и национальной театральной премии «Сахнагер» (2017).

## Биография
Бактияр Бакытжанович Адамжан Родился 12 июня 1992 года в селе Сарыозек Кербулакского района Алматинской области.
С 2003 по 2011 годы окончил Алматинское хореографическое училище им.А.В. Селезнева.
С 2011 по 2013 годы солист балета Казахский театр оперы и балета имени Абая.
С 2013 года солист балета, а с 2015 года ведущий солист балета Казахского государственного театра оперы и балета Astana Opera.
С 4 июля 2018 года Член партии «Нур Отан».

## Репертуар
Казахский государственный театр оперы и балета Astana Opera
- Спартак («Спартак» А. Хачатуряна)
- Бенволио («Ромео и Джульетта» С. Прокофьева)
- Шут («Лебединое озеро» П.И. Чайковского)
- Сырым («Карагоз» Г. Жубановой)
- Щелкунчик-принц («Щелкунчик» П.И. Чайковского)
- Нурали («Бахчисарайский фонтан» Б. Асафьева)
- Солор («Баядерка» Л. Минкуса)
- Квазимодо («Собор Парижской Богоматери» М. Жарра)
- Базиль («Дон Кихот» Л. Минкуса)
- Леско («Манон» на музыку Ж. Массне)
- Ланкедем, Раб Али («Корсар» А. Адана)

## Достижения
Высокие достижения в балетном искусстве:
1. 2008 — Лауреат ІІ премии VII Международного конкурса хореографических училищ Сибири (Новосибирск);
2. 2009 — Дипломант Международного конкурса KIBC (Южная Корея);
3. 2010 — Лауреат І премии Международного конкурса артистов балета «Өрлеу» (Казахстан);
4. 2012 — Лауреат І премии Международного фестиваля творческой молодежи «Шабыт» (Астана);
5. 2014 — Лауреат II премии Международного конкурса артистов балета «Гран-при Сибири» (Красноярск);
6. 2016 — Гран-при V Международного конкурса артистов балета в Стамбуле (Турция, 8 июля);[4]
7. 2016 — Лауреат І премии XIII Международного конкурса танца в Сеуле (Южная Корея, 10 августа);
8. 2016 — Гран-при III Международного конкурса артистов балета в Астане (Астана, 16 сентября);
9. 2017 — Гран-при Международного конкурса артистов балета VKIBC (Нью-Йорк, США);[5]
10. 2017 — Лауреат І премии XIII Международного конкурса артистов балета и хореографов в Москве (Россия);

## Награды и звания
- 2010 — Обладатель стипендии Первого Президента РК Н.А. Назарбаева.
- 2015 — Премия Фонд Первого Президента Республики Казахстан — Лидера Нации в номинации «искусство и культура» за яркое исполнение сольных партий в репертуарных спектаклях театра и пропаганду национальной школы балета за рубежом.[6]
- 2017 —  Лауреат национальной театральной премии «Сахнагер-2017» в номинации «Лучший оперный солист» (Ассоциация театров Казахстана)[7]
- 2017 — Лауреат Государственной молодёжной премии «Дарын» Правительства Республики Казахстан в номинации «театр» (9 декабря 2017 года)[8]
- 2018 — Государственная стипендия Первого Президента Республики Казахстан в области культуры и искусства.[9][10]
- 2018 — Указом Президента Республики Казахстан от 5 декабря 2018 года награждён почетным званием «заслуженный деятель Казахстана» за заслуги перед государством за культурное развитие страны.[11]
- 2020 (5 октября) — Медаль «Народная благодарность» («Халық алғысы»)[12]
- 2021 (2 декабря) — Указом Президента РК награждён юбилейной медалью «30 лет независимости Республики Казахстан»;